# Maschinenfabrik Heid

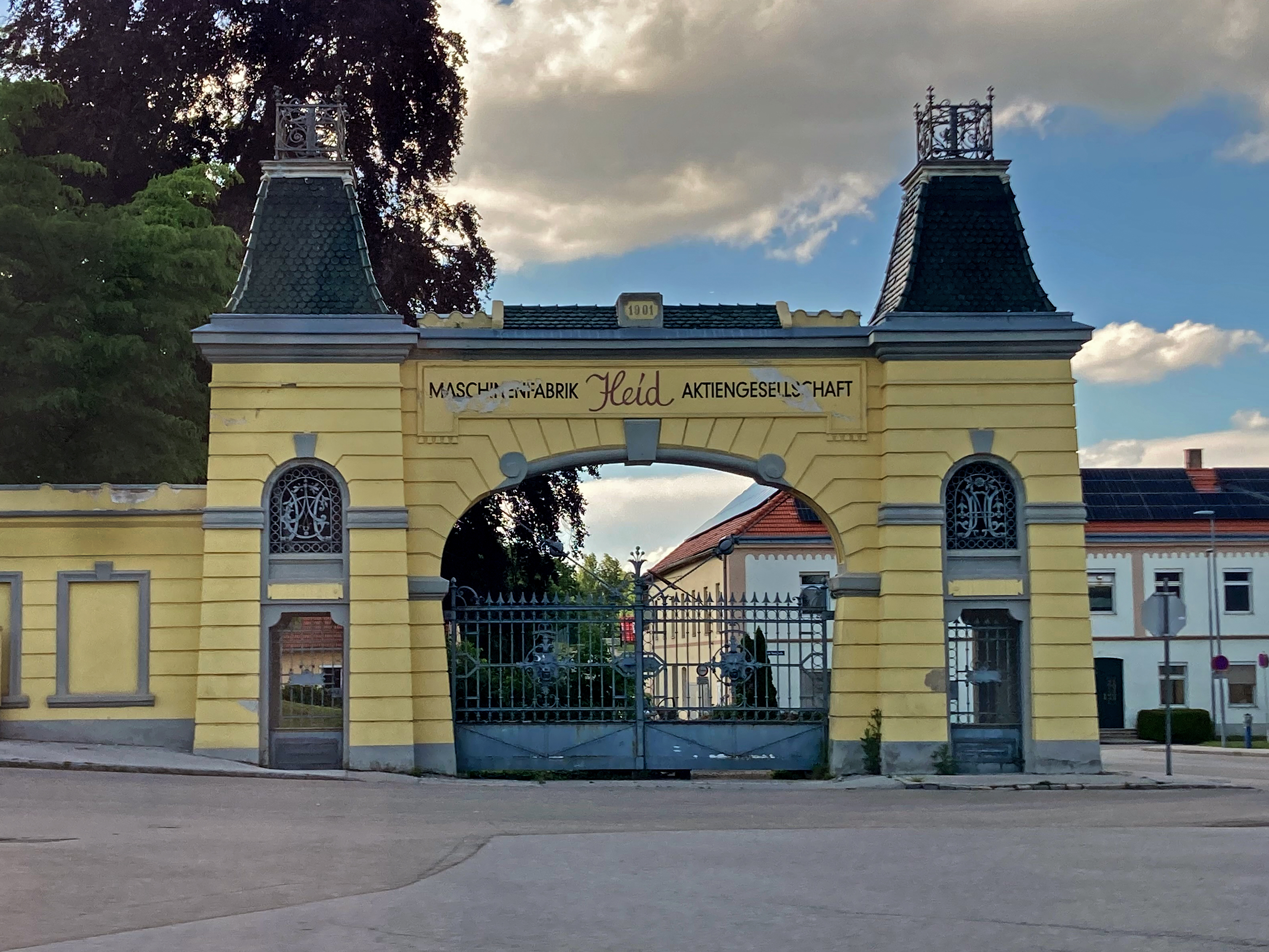
Ehemaliges Tor der Maschinenfabrik

Die Maschinenfabrik Heid AG war eine österreichische Maschinenfabrik in Stockerau, Niederösterreich.

## Geschichte

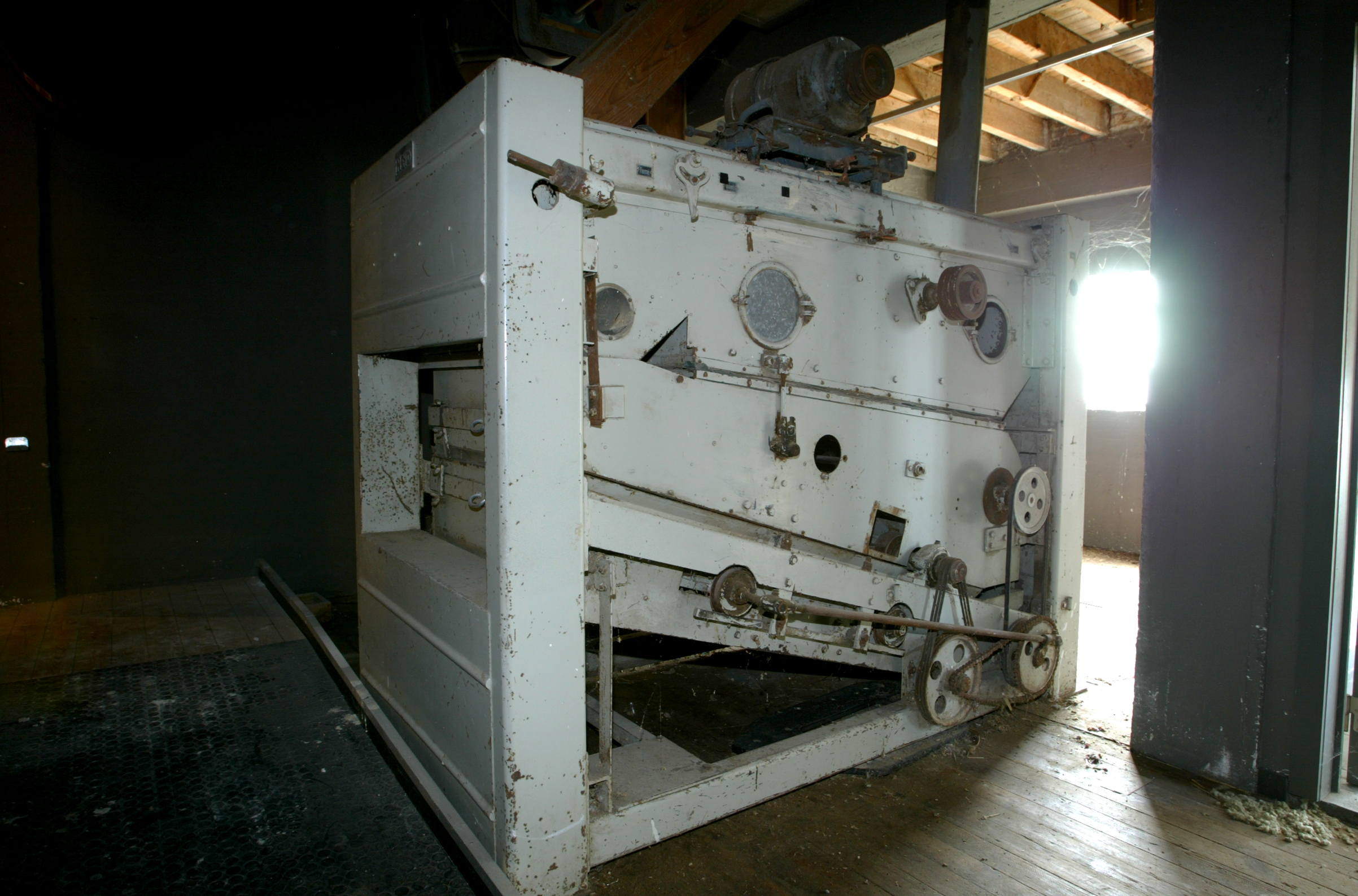
Heid-Getreidesortiermaschine in einer Mühle in Dixmude (Belgien)

Das Unternehmen wurde 1872 in Manderscheid in der Eifel durch Nikolaus Heid als mechanische Werkstätte gegründet. 1882/83 verlegte er seinen Betrieb nach Grafendorf bei Stockerau auf das Gelände einer ehemaligen Krautmühle, damals in Österreich-Ungarn gelegen. Das Unternehmen entwickelte sich zu einem mittelgroßen Unternehmen für Werkzeugmaschinen sowie Sortiermaschinen für Getreide und wurde 1901 auf Betreiben der Creditanstalt in eine Aktiengesellschaft umgewandelt. Nikolaus Heid blieb vorerst als Präsident und Generaldirektor mit drei Vierteln des Aktienkapitals Besitzer des Unternehmens. Im selben Jahr gelingt mit der Konstruktion der weltersten elektromagnetischen Kupplung eine besondere Ingenieurleistung, ab 1902 wurden Drehbänke hergestellt.
Nach dem Tod von Nikolaus Heid im Jahr 1912 ging der Besitz der Firma auf dessen Erben über. Im Ersten Weltkrieg stieg die Belegschaft auf über 1.000 Beschäftigte an, eine Anzahl, welche sich nach dem Zusammenbruch der Donaumonarchie wieder verringerte. Trotzdem expandierte das Unternehmen zu Beginn der 1920er Jahre an anderen Unternehmen der Branche wie beispielsweise der Wiener Turbinenfabrik J. Weipert & Söhne.
Im Zuge der Wirtschaftskrise der frühen 1930er Jahre versucht die Firma eine Interessengemeinschaft mit den Climax-Motorenwerke einzugehen. Durch die Übernahme der Wiener Filiale der Budapester Maschinenfabrik Vulkan im Jahr 1934 steigt das Unternehmen im großen Stil in die Produktion von Werkzeugmaschinen ein. Dennoch bekam die Heid AG die Auswirkungen der Weltwirtschaftskrise mit voller Wucht zu spüren und musste die Belegschaft auf lediglich 250 Mann reduzieren. Eine finanzielle Sanierung des Unternehmens wurde durch den Haupteigner Creditanstalt vorgenommen.

Werkzeugmaschine HEID DF 1000

1937 beschäftigte die Maschinenfabrik Heid AG wieder rund 600 Personen und eröffnete eigene Filialen in Berlin, Warschau, Prag, Mailand und Paris. Das Unternehmen kam relativ unbeschadet durch den Zweiten Weltkrieg und zählte Ende 1945 wieder rund 400 Arbeitnehmer. Der Creditanstalt-Generaldirektor Josef Joham fädelte in den folgenden Jahren eine enge Kooperation mit Wertheim ein, die diesem Unternehmen Zugang zum kompletten Transportanlagenprogramm der Heid AG ermöglichte, welche im Gegenzug die Berechtigung für die Überlassung von Werkzeugmaschinen und Einrichtungen ohne Vollkosten bekam.
Im Zuge der Nachkriegskonjunktur konnte die Mitarbeiterzahl bis 1962 auf rund 1.000 Mitarbeiter gesteigert werden. 1955 wird der Firma das Patent für die schleifringlose Kupplung erteilt.
Zur Blütezeit des Unternehmens um 1970 wurden mehr als 1.100 Mitarbeiter beschäftigt, 1979 wurde der ehemalige Mitbewerber Hutter & Schrantz übernommen. 1988 verkaufte der Mehrheitseigentümer Creditanstalt-Bankverein das Unternehmen an die deutsche Rothenberger-Gruppe, welche den Kupplungsbau in die HEID Antriebstechnik GmbH auslagerte. Auch die Bereiche Schleifmaschinen und Bremsen sowie die Agrartechnik wurden in eigene Betriebe ausgegliedert, der Personalstand in Folge sukzessive verringert und die Produktion der Maschinenfabrik schlussendlich zur Gänze stillgelegt.
Während die Tochterfirma HEID Antriebstechnik nach wie vor am Standort Stockerau aktiv ist, existiert die Maschinenfabrik Heid AG nur mehr als Holdinggesellschaft mit einigen wenigen Mitarbeitern. Der ehemalige, knapp 53.000 m2 große Fabrikskomplex in Stockerau steht zum größten Teil leer. Ein Verkauf an die Stadt wird angedacht.